# Don Black
Stephen Donald Black (Athens, 28 de julho de 1953) é um supremacista branco americano. Ele é o fundador e webmaster do fórum de discussão antissemita, neo-nazi, supremacista branco, negacionista do Holocausto, homofóbico, islamofóbico, e racista Stormfront. Ele foi um Grand Wizard no Ku Klux Klan e um membro do Partido Nazi Americano nos anos 70, embora na altura em que ele foi membro o partido era conhecido como o "Partido Nacional Socialista de Pessoas Brancas". Ele foi condenado em 1981 por tentativa de golpe para derrubar o governo na ilha de Dominica em violação do Ato de Neutralidade americano.

## Início de vida
Black nasceu em Athens, Alabama, e tornou-se num defensor de supremacia branca quando era jovem e começou a passar panfletos adornados com suásticas do Partido Nacional Socialista de Pessoas Brancas na sua escola secundário, Secundária de Athens, antes de ser transferido para a Academia Madison no outuno de 1970 para evitar andar numa escola com estudantes negros. Isto levou a uma decisão pelo conselho escolar de banir a distribuição de literatura política. Black respondeu com o envio pelo correio de literatura para os estudantes cujas moradas foram obtidas pelos livros dos arquivos escolares.
No verão de 1970, depois do seu terceiro ano na Secundária de Athens, Black viajou até Savannah, Geórgia, para trabalhar na campanha para governador de J.B. Stoner, um segregacionista e líder do Partido Nacional de Direitos Dos Estados. Foi nesta eleição que Jimmy Carter ganhou a governação de Georgia. Foi pedido que Black obtivesse uma cópia da lista de membros do partido pro Robert Lloyd, um líder do Partido Nacional Socialista de Pessoas Brancas, previamente conhecido como o Partido Nazi Americano. Na altura, Black era um membro do ramo da juventude do partido, o Movimento Nacional Socialista de Juventude.
Também a trabalhar na campanha de Stoner estava Jerry Ray, irmão de James Earl Ray, que cometeu o Assassinato de Martin Luther King Jr. A 25 de julho de 1970, Jerry Ray alvejou Black (que tinha 16 anos) no peito com uma bala de ponta oca de calibre 38. para o parar de levar os ficheiros do escritório da campanha de Stoner. Ray foi absolvido de todas as acusações, dizendo que ele alvejou Black em defesa pessoal depois de Black alcançar o que parecia ser uma arma.
Black acabou o secundário na Academia Madison, uma escola privada em Huntsville. Depois do secundário, Black formou-se na Universidade do Alabama em Tuscaloosa em 1975. No início dos anos 70, Black viajou numa road trip para uma conferência do Partido Nazi Americano em Virgínia com os colegas supremacistas brancos David Duke e Joseph Paul Franklin (Franklin foi condenado de múltiplos atos de terrorismo racial e antissemita e executado por homicídio em série).

## O Ku Klux Klan e a Operação Red Dog
Black juntou-se aos Cavaleiros do Ku Klux Klan em 1975, um ano depois de David Duke assumir a organização. Ele mudou-se para Birmingham para se tornar o organizador do grupo do estado. Depois da renúncia de Duke em 1980, Black tornou-se Grand Wizard, ou diretor nacional, do Klan. Em 1979, ele concorreu para prefeito de Birmingham, recebendo 2.5% do voto. Richard Arrington Jr. ganhou a eleição de prefeito, tornando-se no primeiro prefeito afro-americano de Birmingham.
A 27 de abril de 1981, Black e nove outros potenciais mercenários — muitos deles recrutados de organizações afiliadas ao Klan — foram presos em Nova Orleães enquanto se preparavam para embarcarem num barco carregado de armas e munições para invadir a ilha de Dominica no que eles chamariam de Operação Red Dog. A mídia local rotularam a tentativa falha de "Pântano de Porcos", um trocadilho como a falhada "Invasão da Baía dos Porcos" de Cuba de 1961.
Black mais tarde explicou a invasão como uma tentativa de estabelecer um regime anti-comunista, dizendo, "O que nós estávamos a fazer era com a melhor intenção para os Estados Unidos e a sua segurança no hemisfério, e nós sentimo-nos traídos pelo nosso próprio governo." A invasão era suposto ter restaurado o antigo primeiro ministro Patrick John para a ilha maioritariamente negra das Caraíbas. Os procurados disseram que o real propósito para a invasão seria para estabelecer operações de turismo, apostas, bancário offshore, e abate de árvores na ilha empobrecida.
Em 1981, Black foi condenado a três anos pelo seu papel na invasão falhada e da sua violação do Ato de Neutralidade. Black, #16692-034, foi libertado a 15 de novembro de 1984. Durante o seu tempo na prisão federal Black teve aulas de programação que o levaram a estabelecer o Stormfront na internet anos mais tarde.
Ele concorreu para o gabinete em Alabama, desta vez como um candidato do senado dos EUA do Partido Populista.

## Stormfront
Em 1995, Black foundou o Stormfront, que foi o primeiro site da internet significativo a defender ódio racial. Continua a ser um dos recursos online mais populares para aqueles atraídos a ideologias racistas. O site já apresentou os textos de William Luther Pierce e David Duke como também trabalhos pelo Instituto de Revisão Histórica que nega o Holocausto, e a série Culture of Critique. No início, junto com estes artigos, o Stormfront era alojava uma biblioteca de gráficos de orgulho branco, Neonazismo e Skinhead white power para download, e um número de ligações para outros sites de nacionalismo branco.
Numa entrevista de 1998 para o jornal semanal alternativo Miami New Times, Black disse: "Nós queremos tomar a América de volta. Nós sabemos que uma nação jugoslava não se pode manter por muito tempo. Os brancos não terão escolha senão ter uma ação militar. São os interesses das nossas crianças que temos que defender."
Em 1999, Black criou o site "martinlutherking.org", que é administrado pelo Stormfront. Este site foi criado para difamar o caráter do Dr. King. Em janeiro de 2018, o site continuou online e superou sites contendo conteúdo confiável nos resultados de pesquisa do Google.
A dezembro de 2007, Black ganhou atenção por doar dinheiro para a campanha presidencial de Ron Paul de 2008.
Em 2008, Black disse que o estabelecimento de orgulho branco como um grupo de interesse especial dentro do Partido Republicano é crucial. Questionado por um entrevistador do jornal italiano La Repubblica se o Stormfront não era só o novo Ku Klux Klan, Black respondeu afirmativamente, porém destacou que nunca o diria a um jornalista americano.
A 5 de maio de 2009, foi anunciado que Black era um dos 22 na Lista de pessoas banidas de entrar no Reino Unido do Ministério do Interior (Reino Unido) por "promover atividade criminal séria e por albergar ódio que pode levar a violência inter-comunitária."
O fórum Stormfront age como uma das maiores concentrações online de racismo e de negacionistas do Holocausto no mundo, com tópicos neste tema a ganhar centenas de milhares de visualizações. Um número de programas de rádio publicados pelo site de Black têm contado com negacionismo do Holocausto.

## Família
Em 2008, vários meios de comunicação reportaram que a mulher de Black, Chloe, trabalhou com assistente executiva para o barão de açúcar José Fanjul que dirige a empresa Florida Crystals e é dono de um negócio imobiliário em países da América Latina. Em particular, os deveres do trabalho dela incluem agir como a porta-voz de uma escola charter "para tirar crianças negras e hispânicas desprivilegiadas da pobreza." A história resultou em Black ser criticado por alguns nacionalistas brancos. Chloe foi previamente casada com David Duke.
Em agosto de 2008, o filho de 19 anos de Black, Derek Black, foi eleito como um dos 111 assentos no comité Republicano em Palm Beach County, Flórida, com 167 de 287 votos. O comité no entanto, recusou sentar Black, citando um juramento de lealdade que ele falhou a assinar antes de registar a sua candidatura. O juramento afirma que candidatos devem abster-se de atividades "prováveis a ferir o nome do Partido Republicano," Ele apresentou o Derek Black Show durante a semana numa estação de rádio AM local de West Palm Beach, Flórida; WPBR, para o qual Don Black pagava $600 semanais para transmitir o conteúdo. O programa de rádio acabou em janeiro de 2013, com Derek Black a aparecer em alguns episódios no último ano.
No verão de 2013, Derek Black questionou as suas ideologias racistas. e começou a renunciar o supremacismo branco e emitiu um pedido de desculpa aqueles que ele magoou com as suas antigas ações e crenças. A sua renuncia alegadamente chocou o seu pai e pessoas com a mesma mentalidade. Em 2016. Derek Black tinha renunciado completamente as suas opiniões nacionalistas e falava ativamente contra esse tipo de opiniões na imprensa. O colunista do Washington Post Eli Saslow detalhou a transformação ideológica de Derek que começou com a rejeição da sua família, mudar-se para Michigan e assumindo um novo nome e eventualmente tornando-se um estudante de doutoramento na Universidade de Chicago, estudando Islão Medieval.